# Mathieu Ahlersmeyer

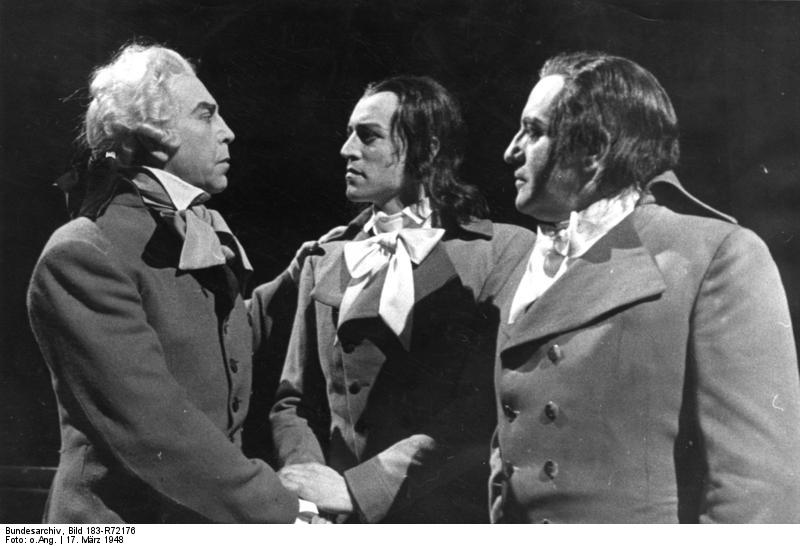
Mathieu Ahlersmeyer (links) in der Titelrolle von Dantons Tod an der Hamburgischen Staatsoper (1948)

Mathieu Ahlersmeyer (vielmehr Mathias Karl Maria Ahlersmeyer, * 29. Juni 1896 in Köln-Lindenthal; † 23. Juli 1979 in Garmisch-Partenkirchen) war ein deutscher Opernsänger (Bariton) und Schauspieler.

## Leben
Ahlersmeyers Eltern waren der Gastwirt Carl Ahlersmeyer und Johanna Margaretha Ahlesmeyer, geb. Becker.
Nach der Teilnahme als Kriegsfreiwilliger am Ersten Weltkrieg von 1914 bis 1918 arbeitete er als Kaufmann in Köln und nahm dort nebenbei 8 Jahre lang Gesangs- und Schauspielunterricht bei Karl Niemann. Während seiner achtjährigen Ausbildung machte er sich als Sänger bei Liedertafelkonzerten im Rheinland einen Namen. 1924–25 war er als Volontär am Opernhaus von Köln engagiert, wo er als erste Partie den Morales in »Carmen«, dann auch den Heerrufer im »Lohengrin«, sang. Er setzte seine Ausbildung weiter fort, trat aber während dieser Zeit, wie auch später, als Konzertsänger auf.
Bereits über 30 Jahre alt, wurde er von Dr. Paul Legband, dem Direktor des Altonaer Stadttheaters im Jahre 1929 in Mönchengladbach entdeckt. Er erhielt sofort einen Vertrag für diese Stadt, in der er zwei Jahre wirkte. Dort debütierte er als Wolfram von Eschenbach im »Tannhäuser«.
Klemperer holte ihn von 1930 bis 1931 an die Krolloper in Berlin. 1931 verpflichtete er sich auf drei Jahre an die Hamburger Staatsoper. Von Hamburg aus unternahm Ahlersmeyer regelmäßig Gastspielreisen ins Ausland; er sang auf Bühne und Podium in Wien, Salzburg, Amsterdam, Oslo, Paris, Lyon, Nizza, Barcelona, Madrid und Lyon, Zagreb und Buenos Aires.
Als Dr. Karl Böhm die Leitung der Dresdener Staatsoper übernommen hatte, rief er Ahlersmeyer 1934 an diese Bühne. Seitdem feierte er in allen einschlägigen großen Rollen seines Faches.
In der Endphase des Zweiten Weltkriegs nahm ihn Joseph Goebbels 1944 in die Gottbegnadeten-Liste der wichtigsten Künstler auf.
Neben seinem Dresdner Engagement war er durch Gastspielverträge mit den Staatsopern von Berlin (1938–43) und Wien (1941–44, 1947–48) verbunden.
Als er im Februar 1945 in Dresden ausgebombt worden war, floh er mit seiner Familie nach Coburg mit den Pferden und dem Planwagen und kam dann später nach Hamburg. Dort wurde er im gleichen Jahr an die Hamburger Staatsoper berufen, wo er bis 1962 dem Ensemble angehörte, aber noch bis 1973 gastierte.

Auszüge aus seiner Karriere:
- Debüt 1929 als Wolfram im »Tannhäuser« im Stadttheater von Mönchengladbach
- 1930–31 diverse Auftritte an der Kroll-Oper Berlin
- 1931–34 als erster Heldenbariton an der Staatsoper (Stadttheater) von Hamburg
- 1934 Fortsetzung seiner Karriere an der Dresdner Staatsoper bis 1945 unter anderem mit:

- 1935 Uraufführung als Barbier an der Oper »Die schweigsame Frau« von Richard Strauss
- 1944 Uraufführung als Hieronymus Jobs an der Oper »Die Hochzeit des Jobs« von Joseph Haas
- In Dresden sang er u. a. den Rigoletto als Partner von Benjamino Gigli und Maria Cebotari
- 1938 Titelrolle in der Uraufführung von Werner Egks Oper Peer Gynt[2] an der Berliner Staatsoper
- 1939 Auftritt als Wolfram im »Tannhäuser« bei den Festspielen von Zoppot
- 1941 Auftritt als Fürst Kurtjatew in der deutschen Erstaufführung von Tschaikowskys »Die Zauberin«

Gastauftritte im In- und Ausland:
- 1936 mit dem Dresdner Ensemble an der Londoner Covent Garden Oper als Don Giovanni in »Don Giovanni« und als Graf in »Figaros Hochzeit«
- 1947 in der Uraufführung der Oper »Dantons Tod« von Gottfried von Einem bei den Salzburger Festspielen in der Titelpartie mit Paul Schöffler (der diese in der eigentlichen Uraufführung sang)
- 1952 bei den Festspielen von Edinburgh in der Titelpartie der Oper »Mathis der Maler« von Hindemith
- 1953–56 an der Städtischen Oper Berlin (u. a. 1952–53 als Francesco in »Mona Lisa« von M. von Schillings)
- 1954 Gastspiel am Teatro Colón Buenos Aires
- 1950 und 1960 an der Komischen Oper Berlin, in Barcelona, Amsterdam, Oslo, Paris, und Zagreb
- 1961 in Salzburg als Graf in »Figaros Hochzeit«

Er war einer der wenigen mit der machtvollen heldische Baritonstimme und beherrschte auf der Bühne ein ungewöhnlich umfangreiches Repertoire mit Rollen u. a. wie dem:
- Orest in »Iphigenie auf Tauris« von Gluck
- Malatesta im »Don Pasquale«
- Grafen Luna im »Troubadour«
- Macbeth im »Macbeth« von Giuseppe Verdi
- Amonasro in »Aida«
- Renato in Giuseppe Verdis »Maskenball«
- Giorgio Germont im »La Traviata« von Giuseppe Verdi
- Posa im »Don Carlos« von Giuseppe Verdi
- Jago im »Othello« von Giuseppe Verdi
- Ford in »Falstaff«
- Zurga im »Die Perlenfischer« von Georges Bizet
- Sharpless in »Madame Butterfly«
- Scarpia in »Tosca«
- Hans Heiling in der gleichnamigen Oper von Marschner
- Kühleborn in Lortzings »Undine«
- Hans Sachs in den »Meistersingern«
- Amfortas wie dem Klingsor im »Parsifal«
- Spielmann in den »Königskindern« von Humperdinck
- Escamillo in »Carmen«
- Vater in »Louise« von Charpentier
- als einer der vier Dämonen in »Hoffmanns Erzählungen«
- Mandryka in »Arabella«
- Kommandanten in »Der Friedenstag« von Richard Strauss

Verheiratet war er mit der englischen Tänzerin Marcia Otten (* 23.02.1908, London, † 05.08.1986 in Garmisch-Partenkirchen). Aus der Ehe gingen vier Kinder hervor.

## Tondokumente
Von Mathieu Ahlersmeyer existieren keine eigenen Schallplatten-Aufnahmen. Es wurden aber mehrere Rundfunk-Mitschnitte und Studioproduktionen von Opernaufführungen auf LP und CD veröffentlicht.

## Filmografie
- 1949: »Figaros Hochzeit«, Part des Grafen Almaviva in dieser DEFA-Verfilmung der Oper
- 1951: »Die Dubarry«, Part des Königs
- 1955: »Das Fräulein von Scuderi«, Part des französischen Sonnenkönigs Louis XIV
- 1963/1964: »Die Reise auf den Mond«, Part des Königs Vlan